# James Stewart (giocatore di football americano)
James Ottis Stewart (Fairfield, 27 dicembre 1971) è un ex giocatore di football americano statunitense che ha militato nel ruolo di running back nella National Football League.

## Biografia
Al college, Stewart giocò a football a Tennessee. Fu scelto come 19º assoluto dai Jacksonville Jaguars, al loro debutto nella lega, nel Draft NFL 1995. Giocò delle solide annate dei Jaguars, di cui detiene ancora i record di punti segnati in una partita (30) e di touchdown su corsa segnati in una partita (5). Entrambi questi primati furono stabiliti il 12 ottobre 1997 contro i Philadelphia Eagles.
Stewart divenne free agent e firmò coi Detroit Lions prima della stagione 2000. Nella prima stagione con la nuova maglia, corse un primato personale di 1.184 yard e 10 touchdown. Due anni dopo, superò nuovamente le mille yard corse (1.021). Dopo non essere sceso in campo nel 2003 a causa degli infortuni, si ritirò.

## Statistiche
| Yard corse | 5.841 |
| Touchdown  | 48    |